# Årsjön (Tyresta)
Årsjön er en sø i Tyresta Nationalpark i Haninge kommune i landskapet Södermanland, Sverige. Søen er en del af Åvaåens søsystem, og har afløb via Årsjöbäcken til Stensjön.